# إيمانويل فاليري
إيمانويل فاليري (بالإيطالية: Emanuele Valeri)‏ هو لاعب كرة قدم إيطالي، ولد في 7 ديسمبر 1998 في روما في إيطاليا.

## وصلات خارجية
- إيمانويل فاليري على موقع قاعدة بيانات كرة القدم.إي يو (الإنجليزية)
- إيمانويل فاليري على موقع Soccerway.com (الإنجليزية)
- إيمانويل فاليري على موقع عالم كرة القدم.نت (الإنجليزية)